# Cinéma Roustavéli
Le cinéma Roustaveli (en géorgien : კინოთეატრი რუსთაველი) est une salle de cinéma située à Tbilissi, en Géorgie.

## Histoire
Le théâtre se trouve sur l'avenue Roustaveli, en face du Parlement géorgien. Le théâtre a été ouvert en 1939 et avait à l'origine une capacité de 1 200 personnes. Il a été conçu par l'architecte Nikolaï Severov dans le style de l'architecture stalinienne et présente des sculptures de Valentin Topuridze et Shota Mikatadze représentant différents groupes sociaux dans des niches voûtées au deuxième étage. Le bâtiment a quatre étages et est un cuboïde. Le premier étage est rustique tandis que les étages supérieurs sont structurés par des pilastres corinthiens. Le sommet du bâtiment possède une corniche en surplomb.
En 1999, le cinéma Roustaveli est rénové et rouvre le 11 juillet 1999 avec une capacité de 415 places. Il présente principalement des films à succès en première diffusion et accueille en moyenne 1 000 visiteurs par jour.